# Marie-Andrée Regnard Duplessis de Sainte-Hélène
Pour les articles homonymes, voir Regnard (homonymie) et Duplessis.
Marie-Andrée Regnard Duplessis de Sainte-Hélène, née à Paris le 28 mars 1687 et morte à Québec le 22 janvier 1760, est une annaliste, épistolière, chroniqueuse et supérieure des hospitalières de l'Ordre des Augustines de la Miséricorde de Jésus de l’Hôtel-Dieu du Précieux Sang de Québec. Elle figure au Répertoire du patrimoine culturel du Québec,.